# Église Saint-Pierre de Chenillé-Changé
L'église Saint-Pierre est une église située à Chenillé-Changé, en France.

## Localisation
L'église est située dans le département français de Maine-et-Loire, sur la commune de Chenillé-Changé, dans le bourg de Chenillé, près de la Mayenne.

## Historique

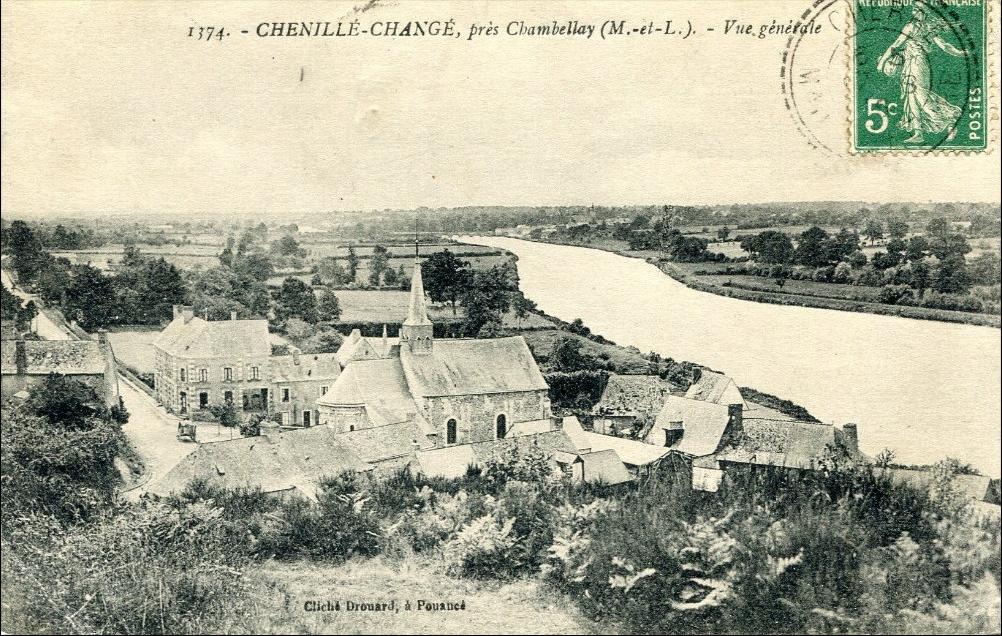
Vue du bourg et de l'église de Chenillé-Changé au début du XX.

La paroisse de Chenillé aurait été constituée vers le Xe siècle. Les plus anciennes parties de l'églises remontent vraisemblablement au début du XIe siècle. C'est alors une simple nef rectangulaire à chevet plat. Au XIIe siècle, on y ajoute le chœur actuel de style roman, constitué d'une abside, plus étroit que la nef,. L'église devient, à une date indéterminée, possession de l'Abbaye Toussaint d'Angers.
Vers la fin du XVIIIe siècle, l'église a besoin de réparation, estimées à 2 000 livres. En 1788-1789, l'édifice est restauré grâce à la Vicomtesse Achille de Rougé. On y ajoute quatre fenêtres afin d'éclairer la nef, et on supprime les anciennes ouvertures. De part et d'autre du chœur, on construit deux sacristies. Le clocher-mur, alors placé en haut du pignon entre la nef et le chœur, est remplacé par un clocher en charpente et ardoises. On y pose un tabernacle neuf qui coûtera 500 livres. On couvre enfin l'édifice d'une voûte en berceau en bois lambrissé,.
En 1903, la famille de Rougé décide la réalisation de vitraux pour les quatre fenêtres. On remplace le maître-autel et les deux autels latéraux. Le lambris de bois est peint de fausses draperies en bleu ciel parsemé d'étoiles. L'édifice est inscrit au titre des monuments historiques en 1996. Une campagne de restauration est prévue en 2013, en lien avec la Fondation du Patrimoine. La souscription de la Fondation porte sur 4000€.

## Description
L'édifice a conservé son plan d’origine à nef unique qui s'ouvre sur un chœur plus étroit et peu profond avec une abside en cul-de-four. À l'extérieur, on remarque un appareillage dit en arête-de-poisson. Cette technique se retrouve également sur l'église pré-romane de Savennières. Sur la partie supérieure de l'abside du chevet, on trouve une quinzaine de corbeaux sculptés supportant un encorbellement avec un bandeau à rayure.

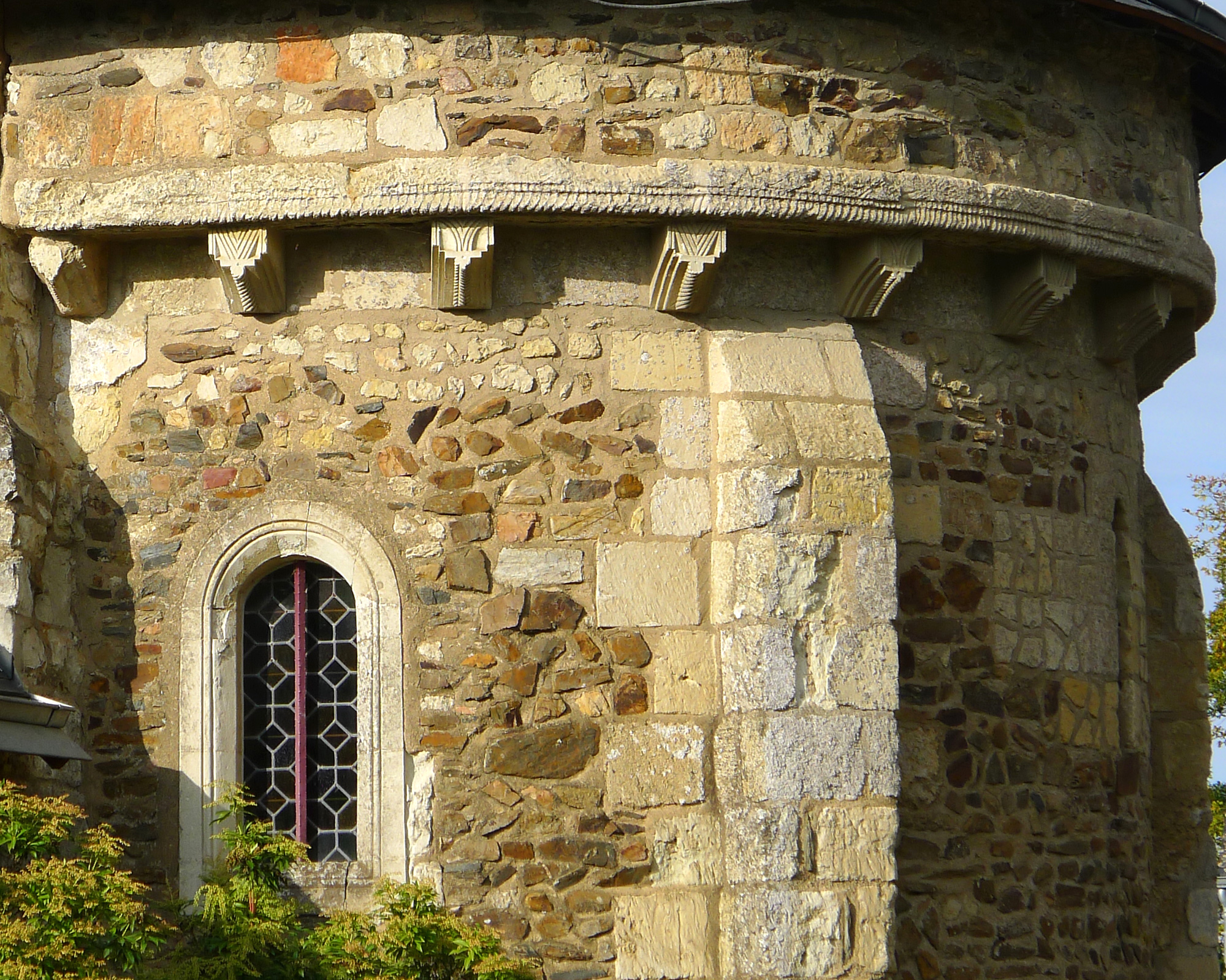
Détail de la frise de l'abside qui repose sur des corbeaux de pierre..
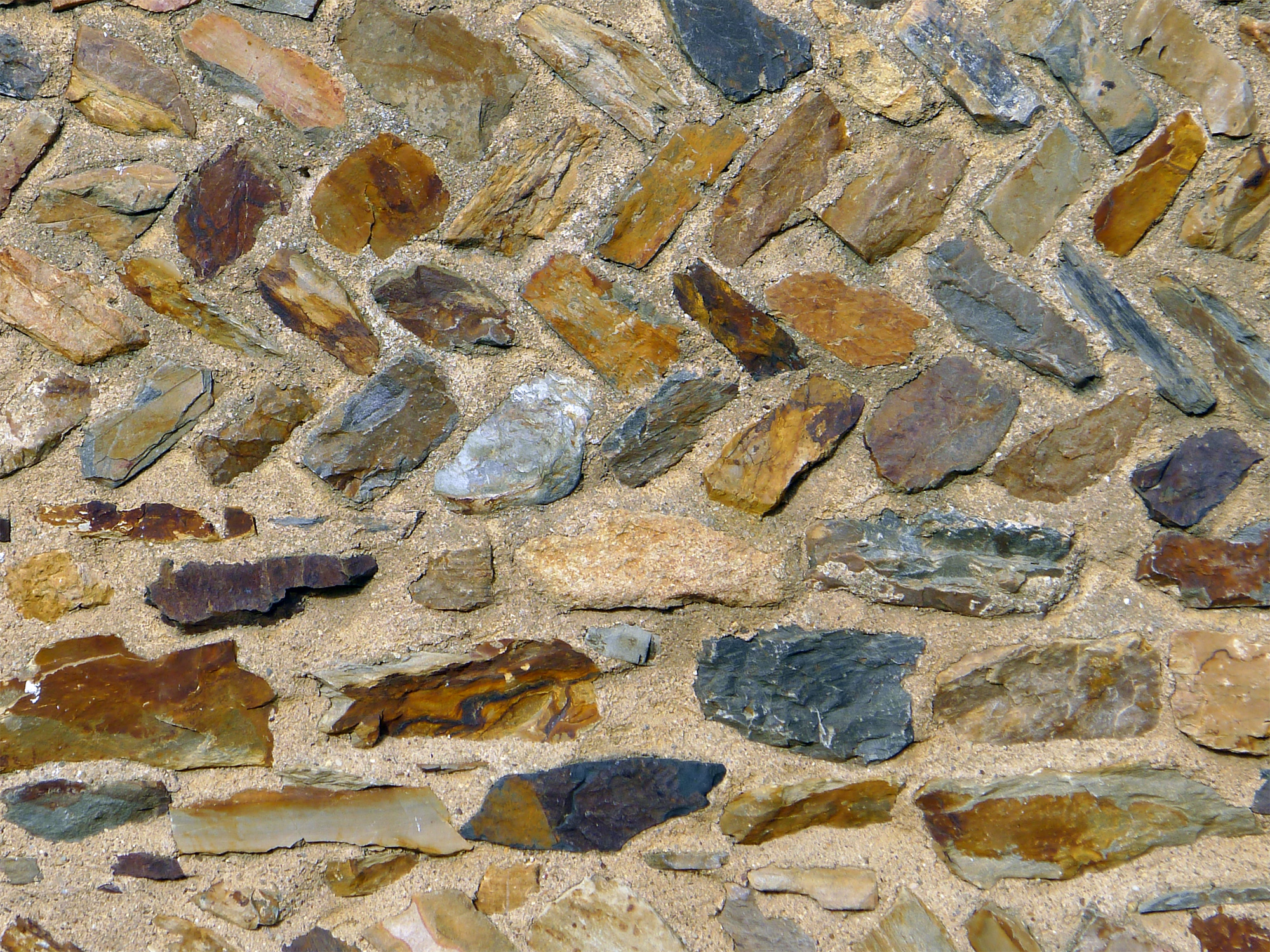
Construction partielle en arête-de-poisson.

L'intérieur possède encore son décor peint du début du XXe siècle.

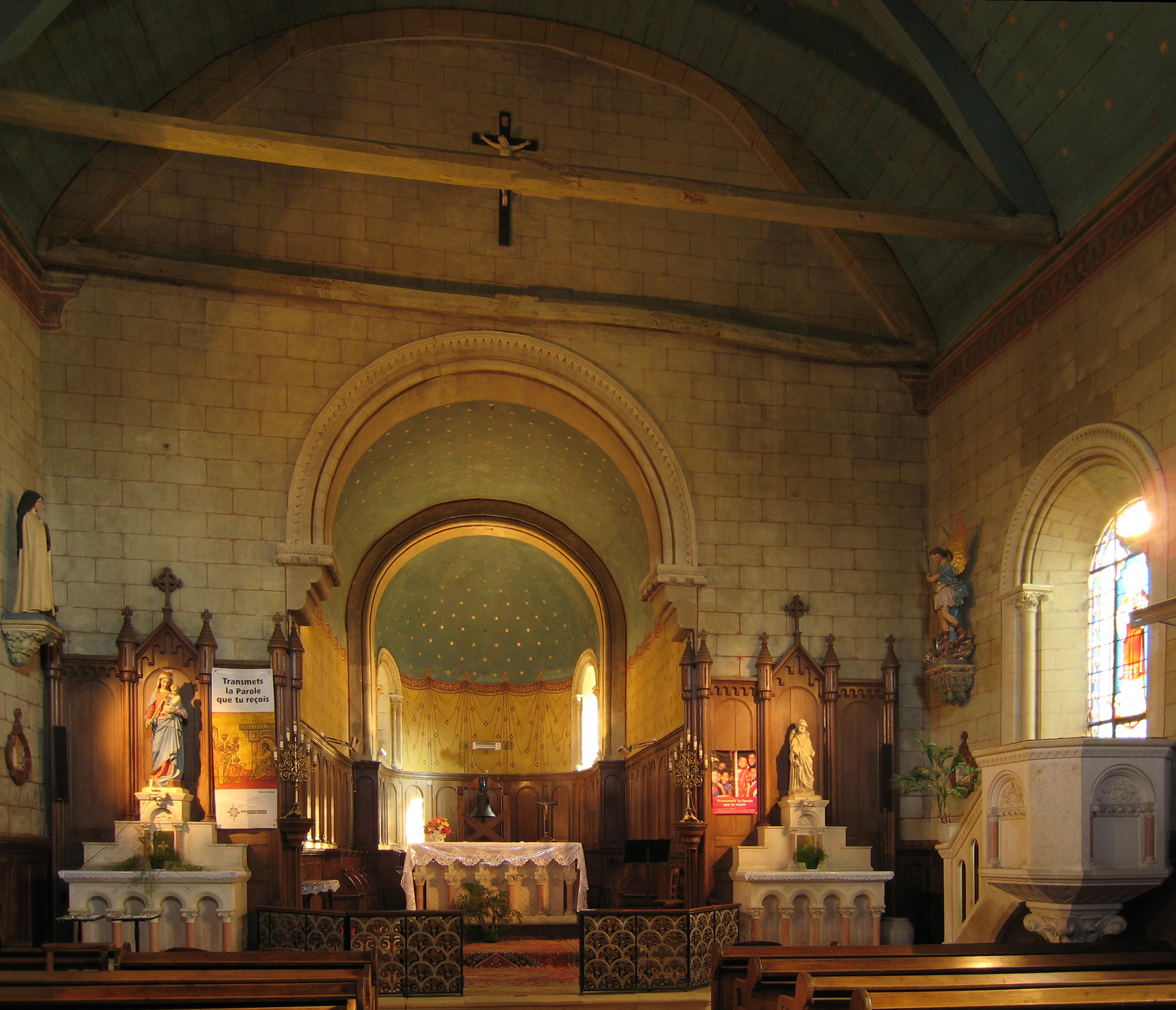
Vue intérieur de l'église.
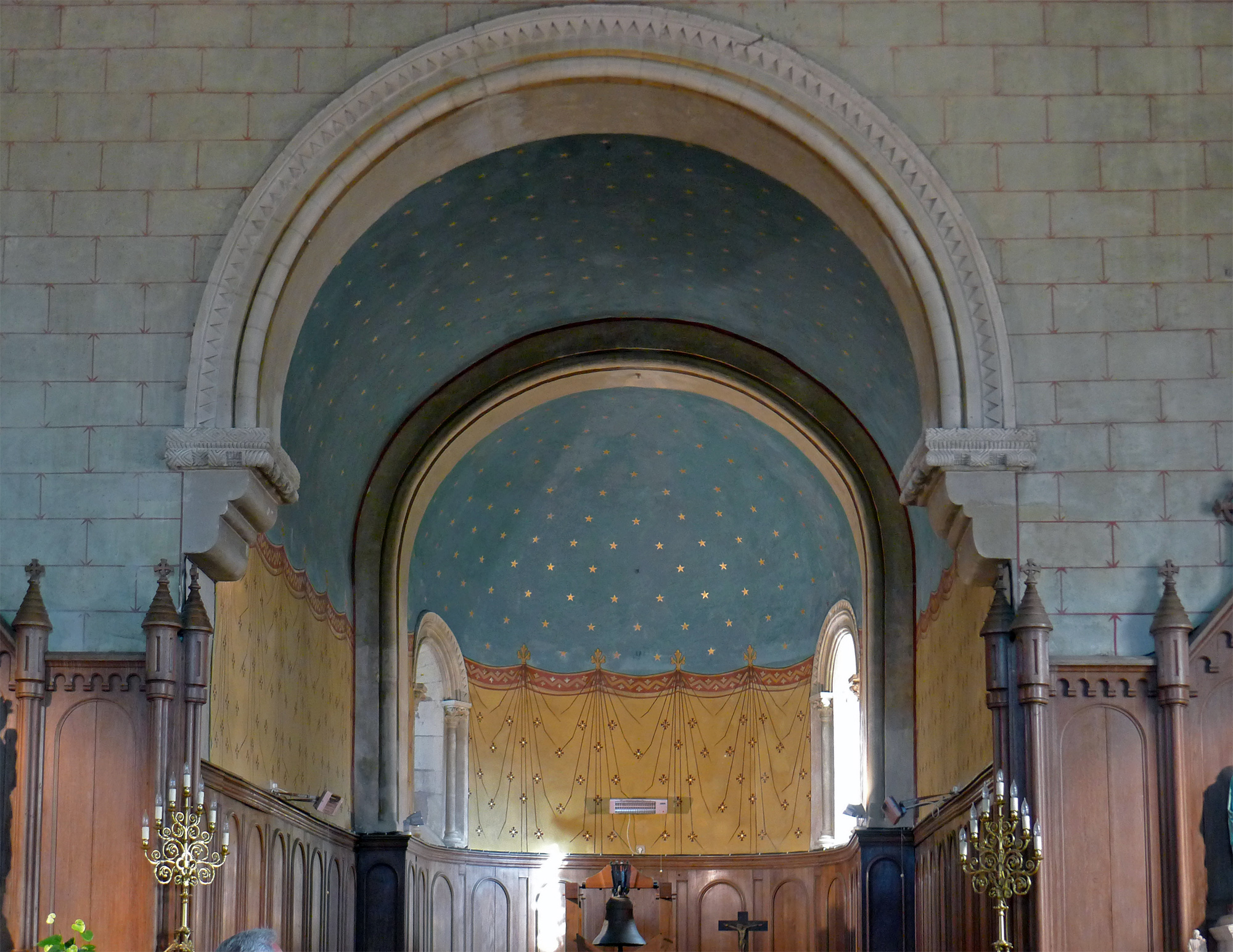
Décoration intérieure de l'abside.
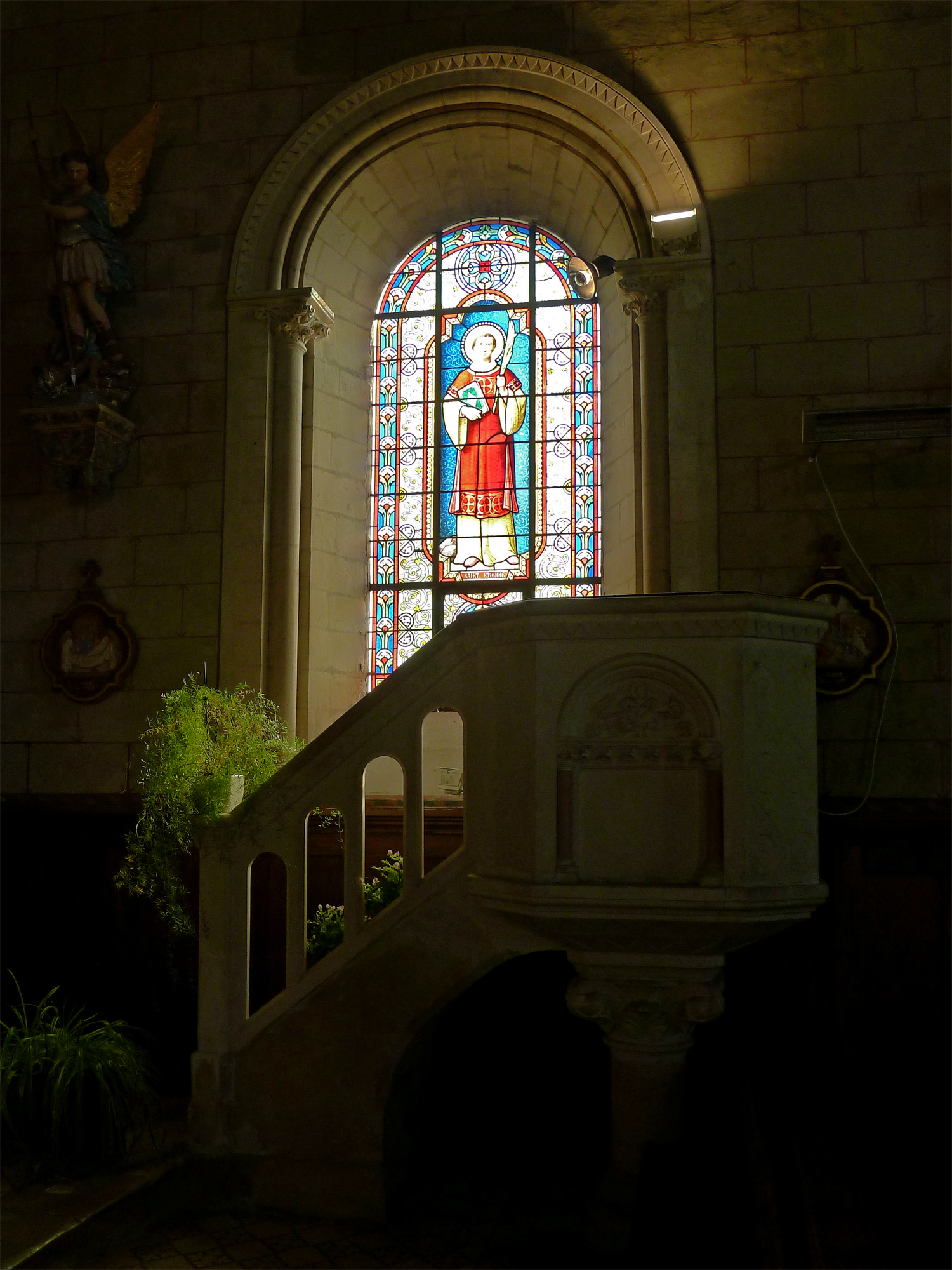
Chaire et vitrail.
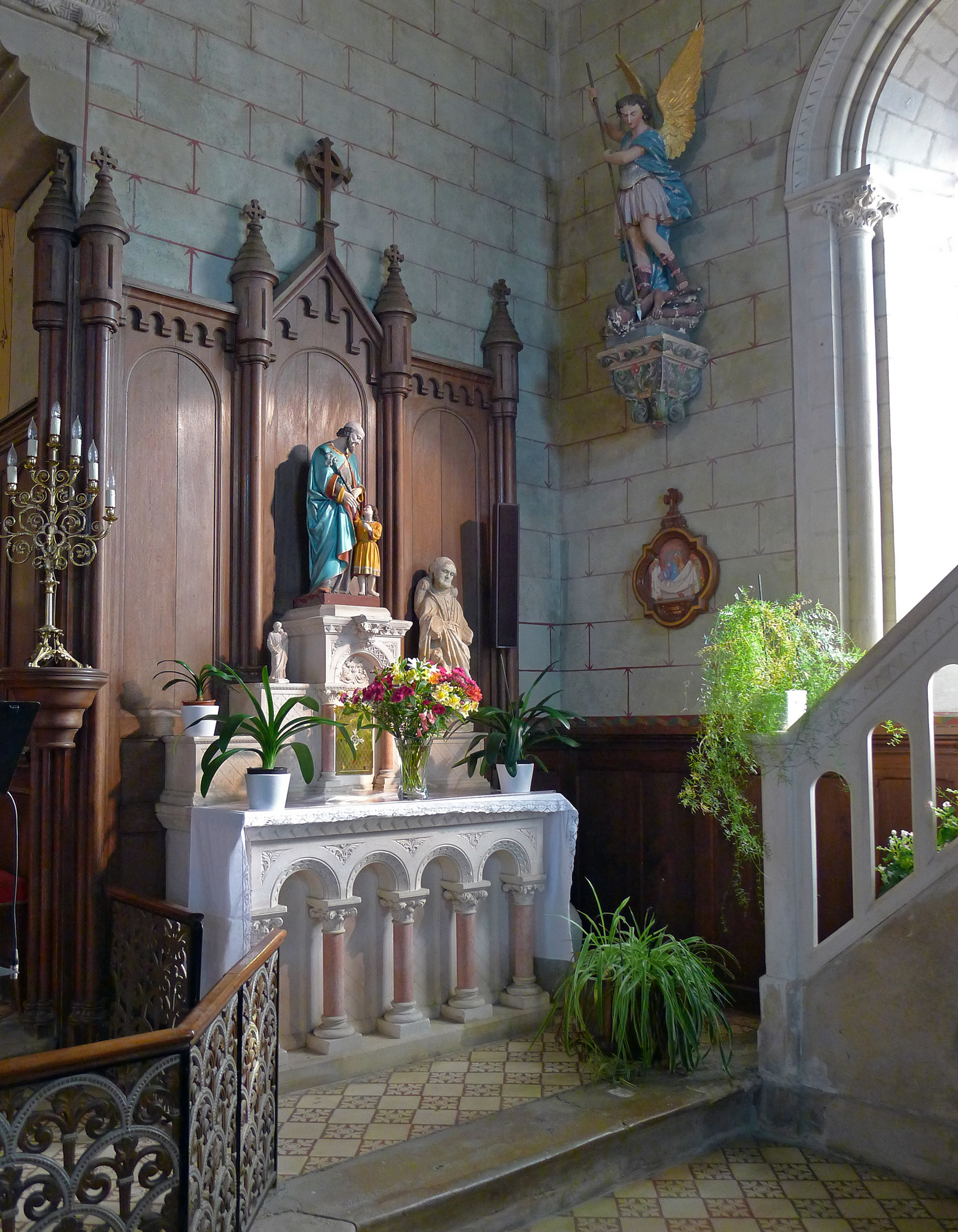
Autel latéral.
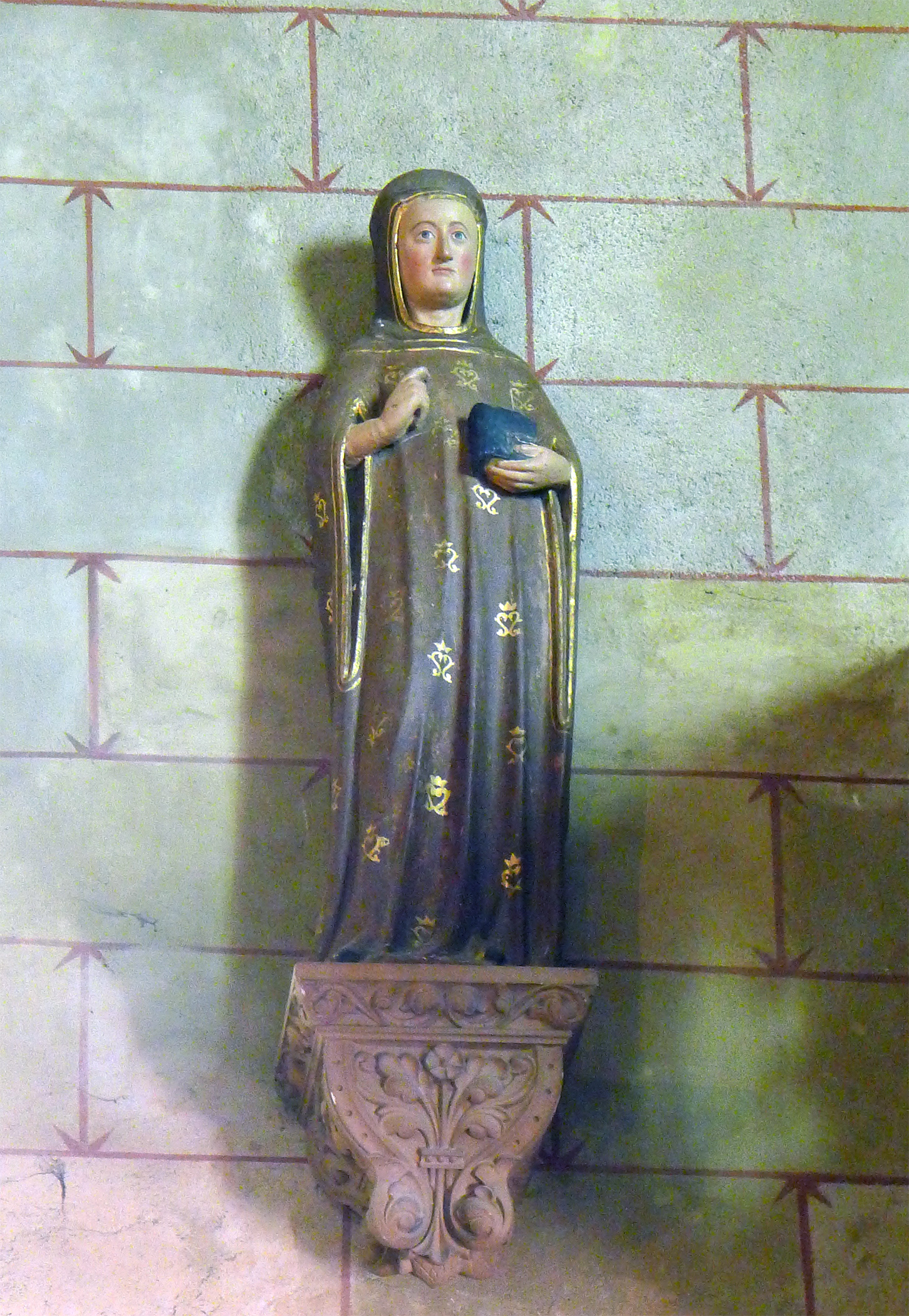
Statue.
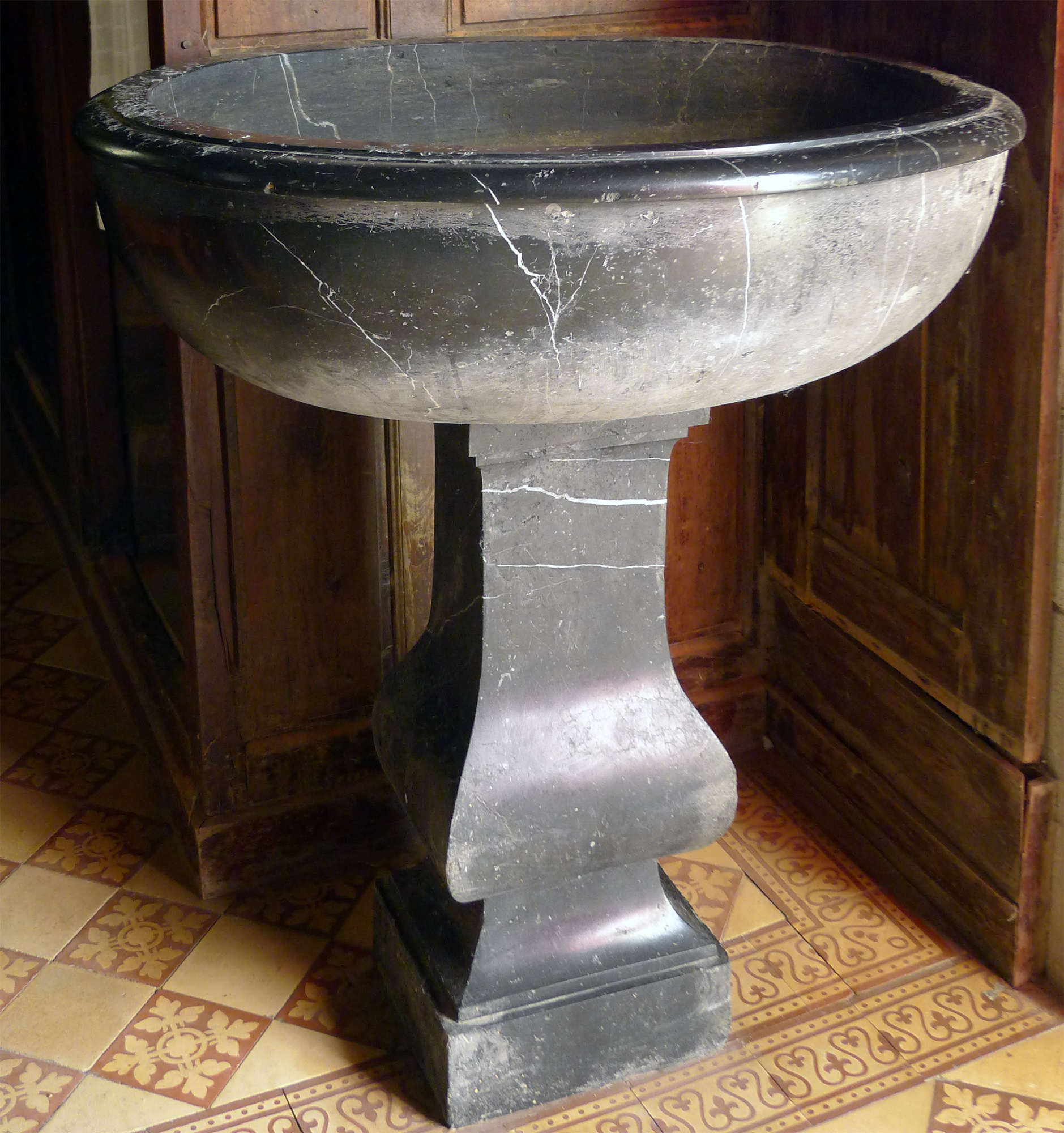
Bénitier.